# Marc Raubenheimer
Marc Raubenheimer, (Durban, Sudáfrica, 31 de marzo de 1952 - Madrid, España, 7 de diciembre de 1983) fue un pianista clásico sudafricano.
Empezó sus estudios de piano a los 11 años; con 13 años de edad, actuó como solista con la Sinfónica de Durban. Continuó sus estudios en Múnich (donde estudió con Friedrich Gulda), Viena, Londres y Nueva York. Ganó varios concursos para jóvenes intérpretes en Estados Unidos. En 1978, debutó en el Wigmore Hall de Londres, y grabó para la BBC, actuando más tarde en el Carnegie Hall de Nueva York. Alabado por la crítica, y admirado por el público, en 1982, se proclamó ganador del prestigioso Concurso internacional de piano Paloma O'Shea de Santander. Y cuando se disponía a viajar a la capital cántabra para el recital final que conllevaba el premio en un DC-9 de la compañía Aviaco, falleció trágicamente en el accidente aéreo por colisión con un Boeing 727 de la compañía Iberia con destino Roma, del 7 de diciembre de 1983, en el aeropuerto de Madrid-Barajas. No hubo supervivientes en el avión en el que viajaba. En 1984, apareció póstumamente un registro fonográfico de Raubenheimer con la compañía Decca con piezas de Robert Schumann.